# معبر (مركز)
هذه المقالة عن مركز دعم البرمجيّات 'معبر'، إن كنت تقصد استخدام آخر لكلمة معبر انظر معبر (توضيح).
مَعْبَر المركز العربي لدعم البرمجيات الحرة والمفتوحة المصدر. منذ انطلاقته مع مؤسسيه الرئيسيين، برنامج اقتدار التابع لبرنامج الأمم المتحدة الإنمائي، مكتب اليونسكو الإقليمي في بيروت، وجامعة البلمند، دأب المركز على نشر البرمجيات الحرة والمفتوحة المصدر كفلسفة وثقافة في المؤسسات الأكاديميّة والمجتمعات العربيّة. يلتزم مَعْبَر بالمساهمة في التنمية الاجتماعيّة والاقتصاديّة في المنطقة العربية بالترويج لاستعمال البرمجيات الحرة والمفتوحة المصدر، وتطوير وإدارة برامج تدريب على استعمال هذه البرمجيّات، لضمان أن يتمكن أكبر عدد ممكن من المجتمعات العربيّة من الحصول على تكنولوجيا المعلومات بسهولة أكبر.

## الأهداف
منظمة الأمم المتحدة للتربية والعلم والثقافة (اليونسكو)، وبرنامج الامم المتحدة الإنمائي - برنامج تقنيات المعلومات والاتصالات للتنمية في المنطقة العربية (اقتدار) التقوا معا لإنشاء معبر، المركز العربي لدعم البرمجيات الحرة والمفتوحة المصدر. أهداف معبر هي:
1. بناء القدرات من خلال توفير التدريب اللازم والمساعدة في تطوير المهارات والكفاءات اللازمة في القطاعين العام والخاص، وفي المنظمات غير الحكومية، وتشجيع إدراج البرمجيات الحرة والمفتوحة المصدر كجزء من المعيار التعليمية في الجامعات وكذلك التواصل بين مختلف مجتمعات البرمجيات الحرة الموجودة في المنطقة العربية.
2. دعم إنشاء تطبيقات (أدوات) من شأنها أن تلبي احتياجات السوق المحلية، وتؤدي إلى تعزيز الخبرات المحلية والإقليمية.
3. زيادة الوعي على مستوى الحكومات وعلى مستوى المؤسسات على إمكانات وصلاحيات البرامج والتطبيقات ذات المصدر المفتوح وحلولها كبدائل للبرمجيات المسجلة الملكية.
جامعة البلمند (UOB)، التي لها مبادرات قائمة في هذا المجال، قد انضمت إلى الكونسورتيوم بوصفها الشريك الأول. وجامعة البلمند سوف تشارك بنشاط من خلال دعم واستضافة المركز. هذا الجهد سوف يتم من خلال التعاون مع أوسع مجموعة ممكنة من الشركاء تضم المؤسسات الأكاديمية الرائدة في جميع أنحاء المنطقة العربية.